# 安潔莉克·克伯

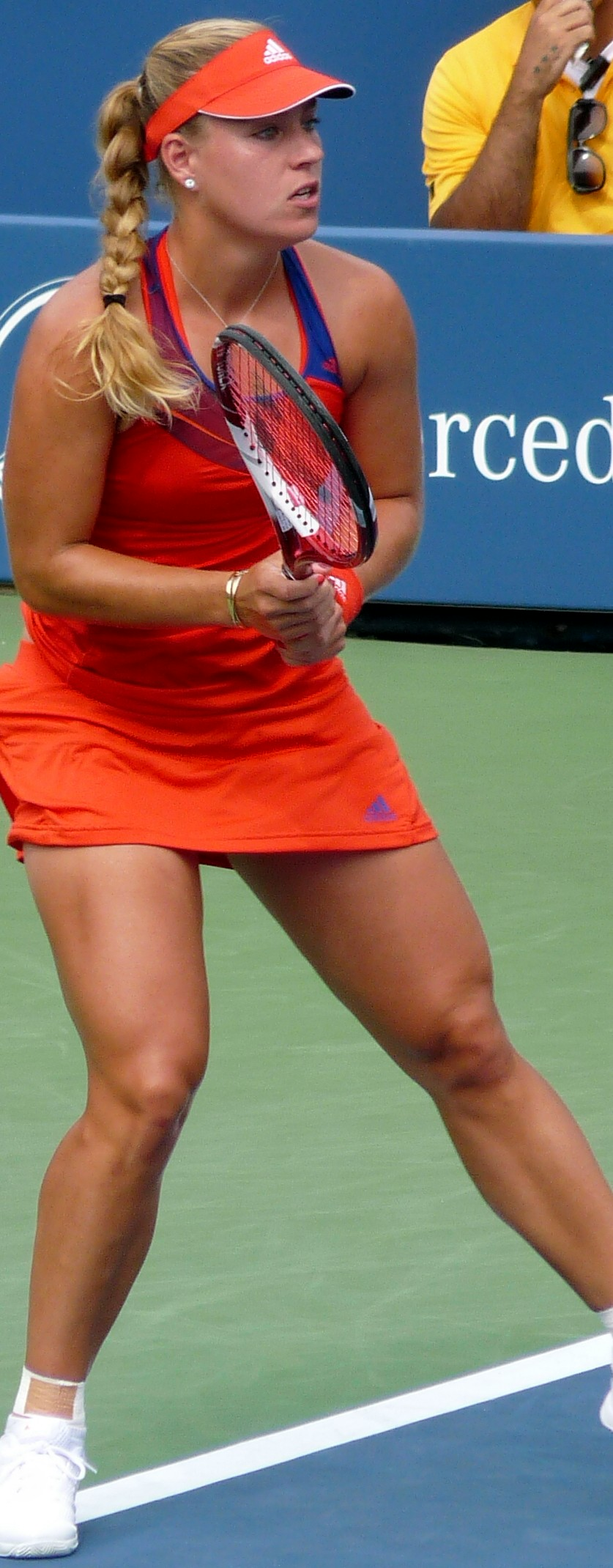
攝於2013年

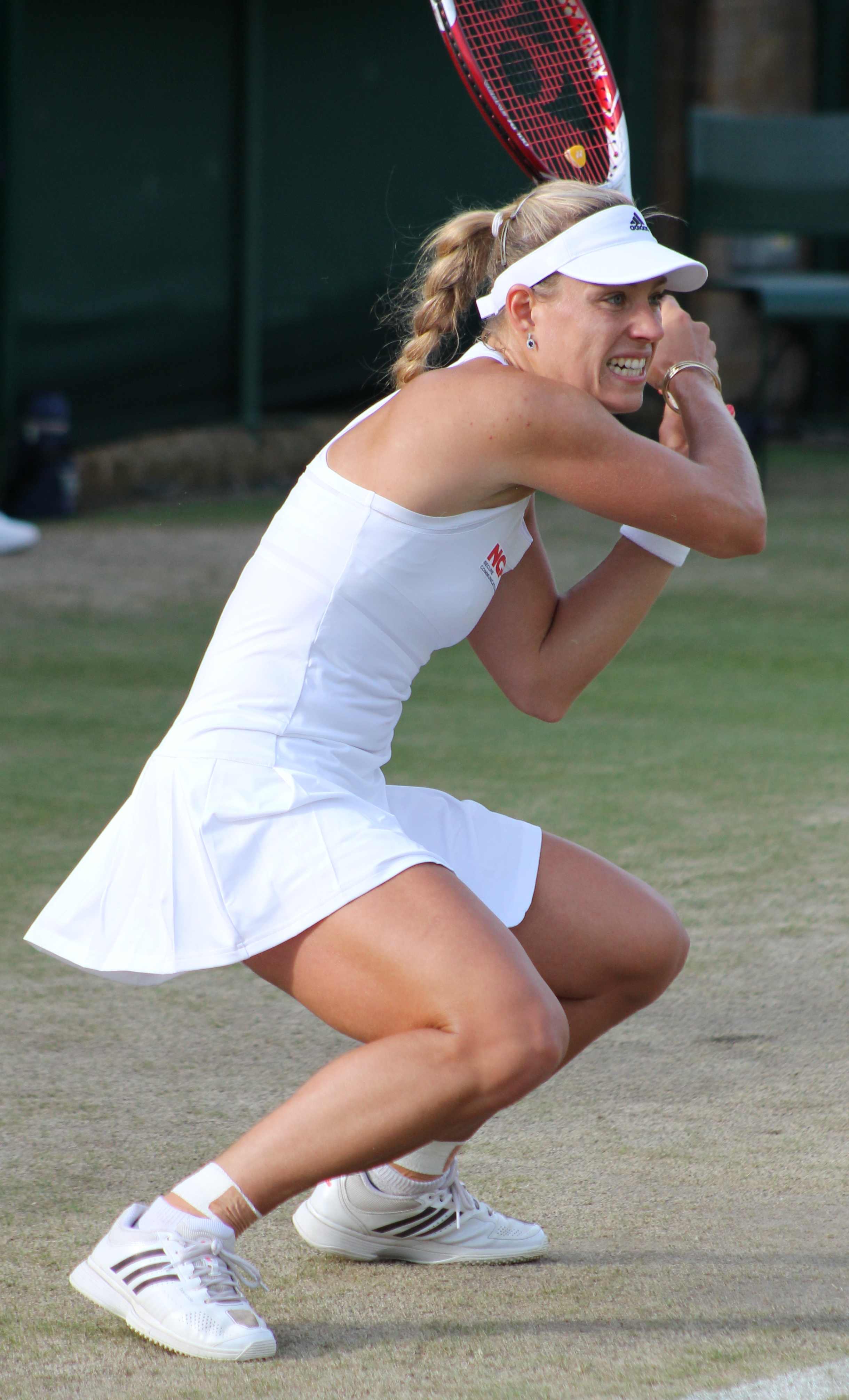
攝於2014年

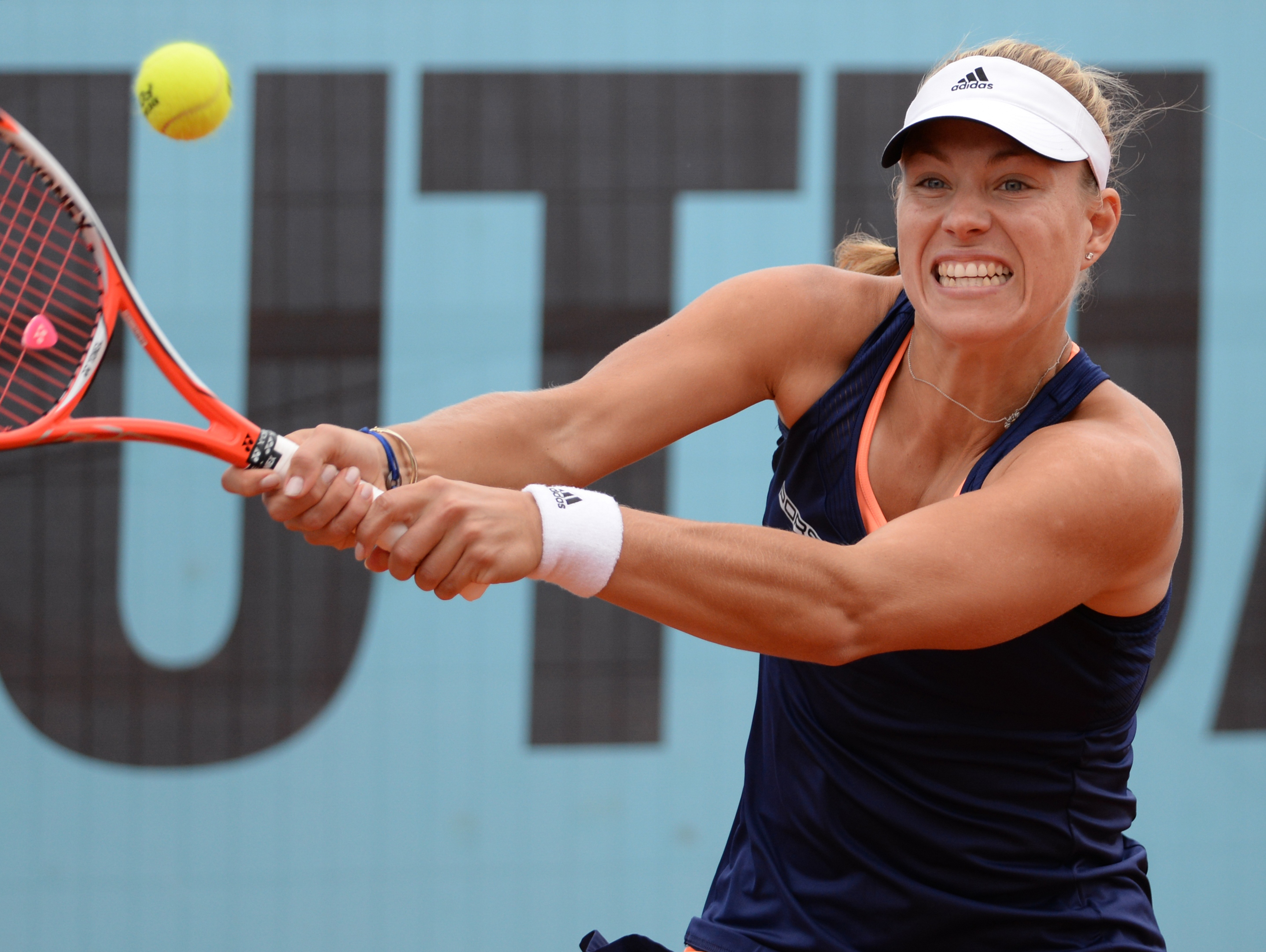
攝於2015年

安潔莉克·克伯（德語：Angelique Kerber，德語：[andʒɛˈliːk ˈkɛɐ̯bɐ]；1988年1月18日—），德國前職業網球運動員，單打最高世界排名第一，三座大滿貫單打冠軍得主。
2016年澳洲網球公開賽，克伯於女單決賽中以6–4、3–6、6–4的比數，擊敗世界球后兼衛冕冠軍小威廉絲，生涯第一次奪得大滿貫冠軍，並成為繼1999年格拉芙奪下法網後，第一位贏得大滿貫的德國選手。同年美國網球公開賽，克伯擊敗卡羅萊娜·普利斯科娃，生涯第一次奪得美網冠軍，取代小威廉絲成為世界第一，也是繼格拉芙之後，第二位登上世界第一的德國選手。2018年溫布頓網球錦標賽擊敗了小威廉絲生涯第一次奪得溫網冠軍，這也是她生涯第三座大滿貫冠軍。2019年《福布斯》統計收入最高的女運動員，克伯以年收入1180萬美元，排名第3名。

## 網球生涯

### 2003年（轉為職業球員）
2003年，克伯在WTA德國公開賽的會外賽打敗巴托莉，這是她生涯第一次打敗世界前100名的球手。

### 2004年（第一個ITF冠軍）
克伯在華沙闖進生涯第一個ITF決賽，但輸給Marta Domachowska，但在Opole擊敗Elena Tatarkova，獲得生涯第一個ITF冠軍。

### 2005年（一個ITF決賽）
克伯於Monzon的ITF決賽中被Olena Antypina擊敗。

### 2006年（三個ITF冠軍）
克伯於Přerov闖進ITF決賽，但之後在Saguenay、Glasgow及Jersey的ITF賽事，都拿下了冠軍。當年Kerber第一次以會內賽資格參加WTA賽事(Gaz de France Stars)，途中擊退了世界排名48的Romina Oprandi，但隨後被伊萬諾維奇直落二淘汰。

### 2007年（第一次參加大滿貫及四個ITF冠軍）
克伯在ITF的Saguenay、Las Palmas、Turkey及Přerov賽事皆拿下冠軍。首次拿到法網的參賽資格，卻在第一輪輸給Elena Dementieva。之後在2007 Ordina Open(荷蘭公開賽)闖進生涯第一個WTA八強，輸給最後的冠軍安娜·查克韋塔澤。美網第一輪則是3-6，5-7輸給小威廉絲。

### 2008年（第一次在大滿貫賽事中贏球）
澳網打進第二輪，輸給弗蘭切斯卡·斯基亞沃內。Pattaya Women's Open 、 Sony Ericsson Open、DFS Classic 及 Ordina Open 打進第二輪，Pacific Life Open 打進第三輪，法網與溫網則是一輪遊，美網也打進第二輪。

### 2009年（只贏了一座ITF冠軍）
澳網第一輪輸給大威廉斯，法網溫網皆於會外賽中出局，在Pozoblanco贏得當年度唯一一座ITF冠軍，美網從會外賽一路打進第二輪，輸給María José Martínez Sánchez。

### 2010年（第一個WTA巡迴賽決賽）

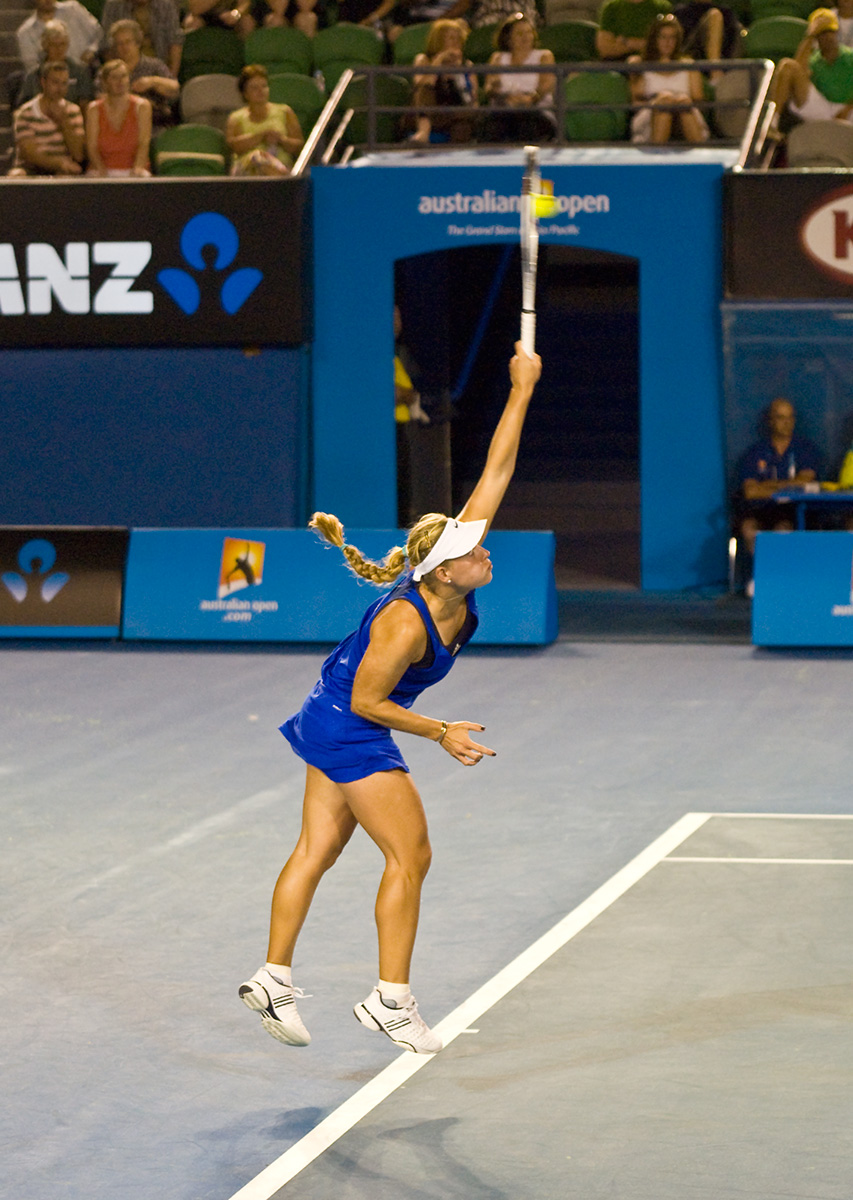
攝於2010年

2010年澳網，克伯從會外賽打起，並且闖進了第一個大滿貫第三輪，途中打敗第23種子的Aravane Rezaï，最終以三盤接近的比數3-6，7-5，6-4，輸給库兹涅佐娃。在哥倫比亞闖進她生涯第一個WTA決賽，四強擊敗了頭號種子的吉賽拉·道爾科，但輸給哥倫比亞名將馬里諾(Mariana Duque Mariño)。法網第二輪出局，伯明罕女網賽(2010 Aegon Classic)打進第三輪，敗於最後的冠軍李娜。溫網止步第三輪，其中第二輪打敗第十三種子的Shahar Pe'er。美網一輪遊；盧森堡賽準決賽輸給德國同胞尤莉亞·戈格斯。

### 2011年（萌生退役念頭、美網四強成為轉捩點）

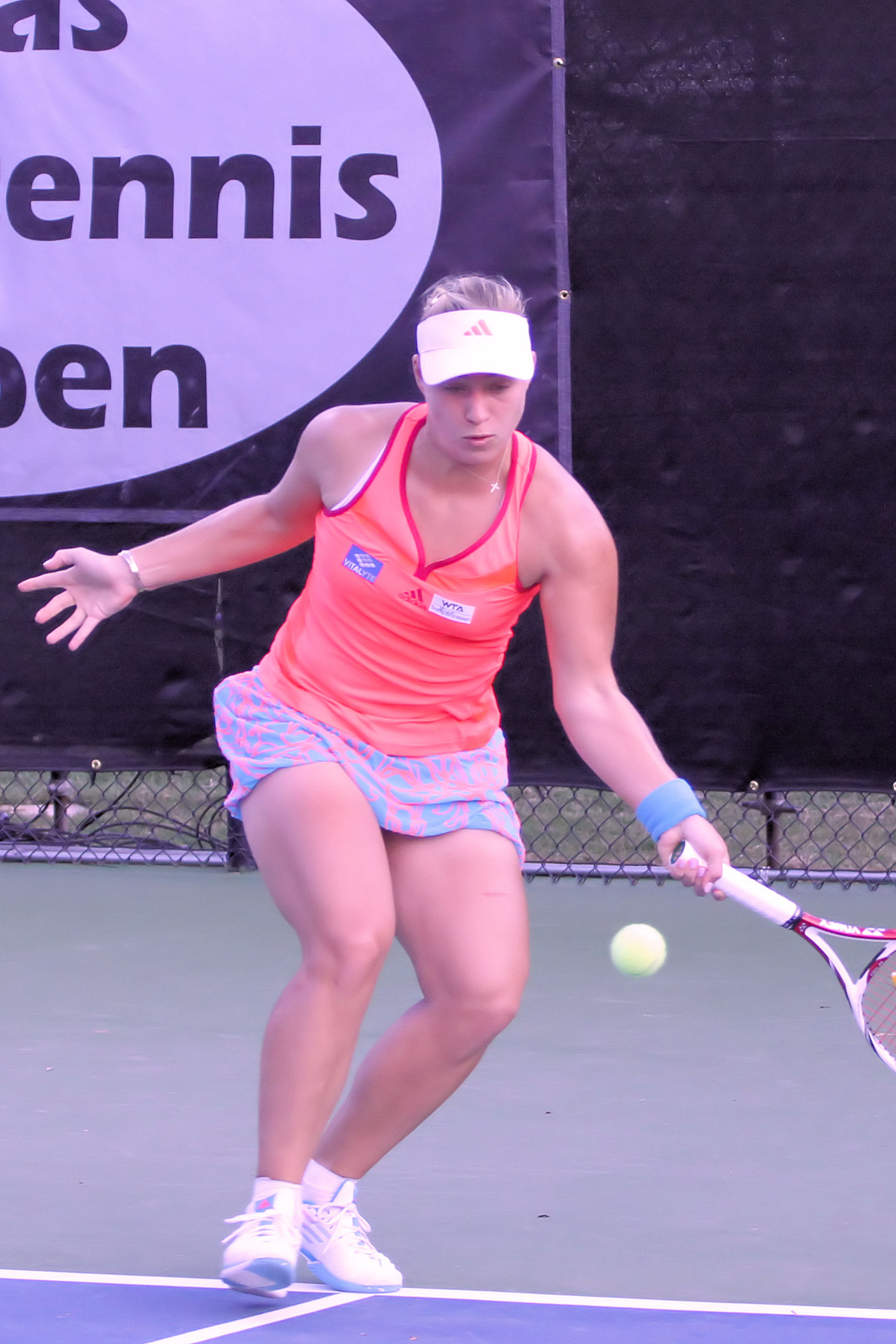
攝於2011年

賽季剛開始，克伯闖進了Hobart的最後8強，但隨後的五個賽事(澳網～印第安泉)皆止步於首輪，法網與溫網也是首輪出局。溫網首輪出局後，甚至考慮退役。但之後在美網(US Open)前一週的達拉斯巡迴賽(Texas Tennis Open)進入四強，不敵法國選手阿拉瓦內·雷扎伊。然而在一週後的美網，她出人意料的在第二輪6-3，4-6，6-3爆冷擊敗波蘭選手第12種子的拉德萬斯卡，第四輪直落二擊敗尼可拉斯可，而後者曾在第三輪戰勝第27種子的莎法洛娃，八強賽中克伯仍續寫自己的美網驚奇之旅，打敗第26種子義大利老將潘妮塔，最後以世界排名92的黑馬姿態殺進四強，不敵最後的冠軍澳洲選手斯托瑟，但她無疑成為了2011年美網最大黑馬。美網結束後克伯的世界排名躍升至生涯最高的34名(當年)。美網後的第一個巡迴賽為東京站，Kerber從會外賽打起，最終在第二輪輸給最後的冠軍拉德萬斯卡，在Osaka於四強遭淘汰。

### 2012年（擠進世界排名前5名）

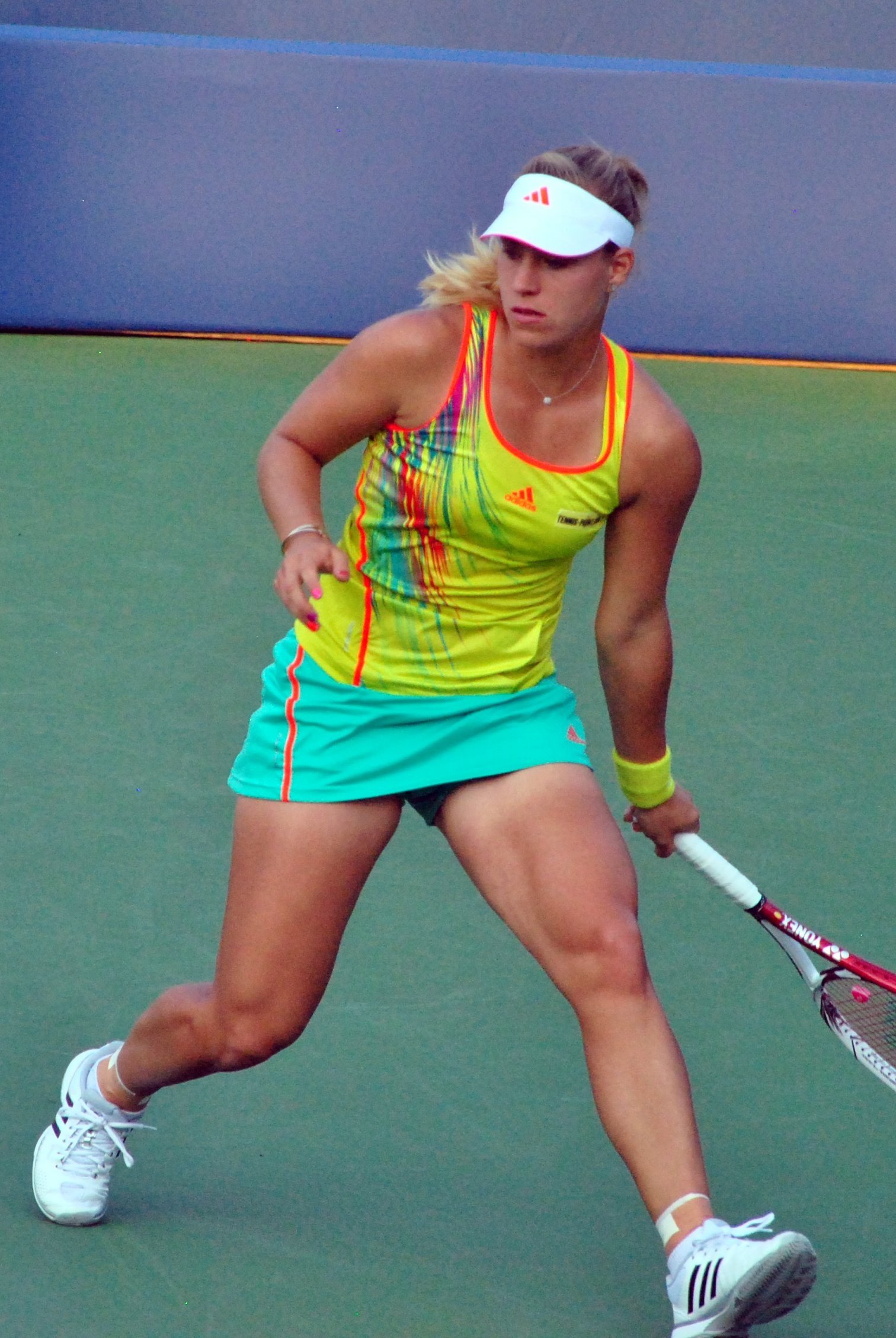
攝於2012年

在經歷2011年下半賽季的好狀態後，克伯在2012年的一開季連兩個賽事(Auckland 及 Hobart)都打進四強，並且第一次以種子身份出征大滿貫(第三十種子)，在澳網(Australian Open)第三輪不敵最後的亞軍莎拉波娃，世界排名提升至27名。Kerber第一次在聯邦盃(Fed Cup)世界1組(World Group)代表德國出賽，對陣捷克，並直落二露絲·哈迪卡奪下勝利。
在聯邦盃之後的巴黎室內賽(Open GDF Suez)名列賽會第9種子，她獲得職業生涯第一站巡迴賽單打冠軍，半準決賽和決賽各擊敗第一種子莎拉波娃及東道主選手第二種子的巴托莉。卡達賽第二輪出局，印第安泉大師賽(Indian Wells Masters)為第18種子並於第一輪輪空，之後的第三輪驚險晉級後，八強打敗第8種子李娜，四強則是不敵當時世界第一級最後得冠軍阿扎倫卡，克伯的世界排名再創新高，來到第14名，歸功於在加州印第安泉的好表現。但是隨後的邁阿密大師賽(Sony Ericsson Open，Miami)第一輪輪空，第二輪出局。
在同年六月的哥本哈根賽(e-Boks Open)，她同樣擊敗東道主選手前世界第一沃茲尼亞奇，獲得職業生涯第二站巡迴賽單打冠軍，溫網一路殺進準決賽，但不敵拉德萬斯卡。在法網(French Open)跟美網分別進入最後八強跟十六強，都輸給當年法網亞軍薩拉·埃拉尼。而在美網之前的最大亮點則是辛辛那堤公開賽(Western & Southern Open)八強擊敗小威廉斯終結她的19連勝，並打入決賽但是輸給李娜。
在亞洲賽季，東京賽打入四強，不敵拉德萬斯卡，中國網球公開賽半準決賽與莎拉波娃對決，第一盤就以0-6先輸給莎拉波娃，第二盤因傷退賽。伊斯坦堡的WTA年終賽(WTA Tour Championships)小組循環賽三場皆墨，年終排名以第5名做收。

### 2013年（進入世界排名前十名）

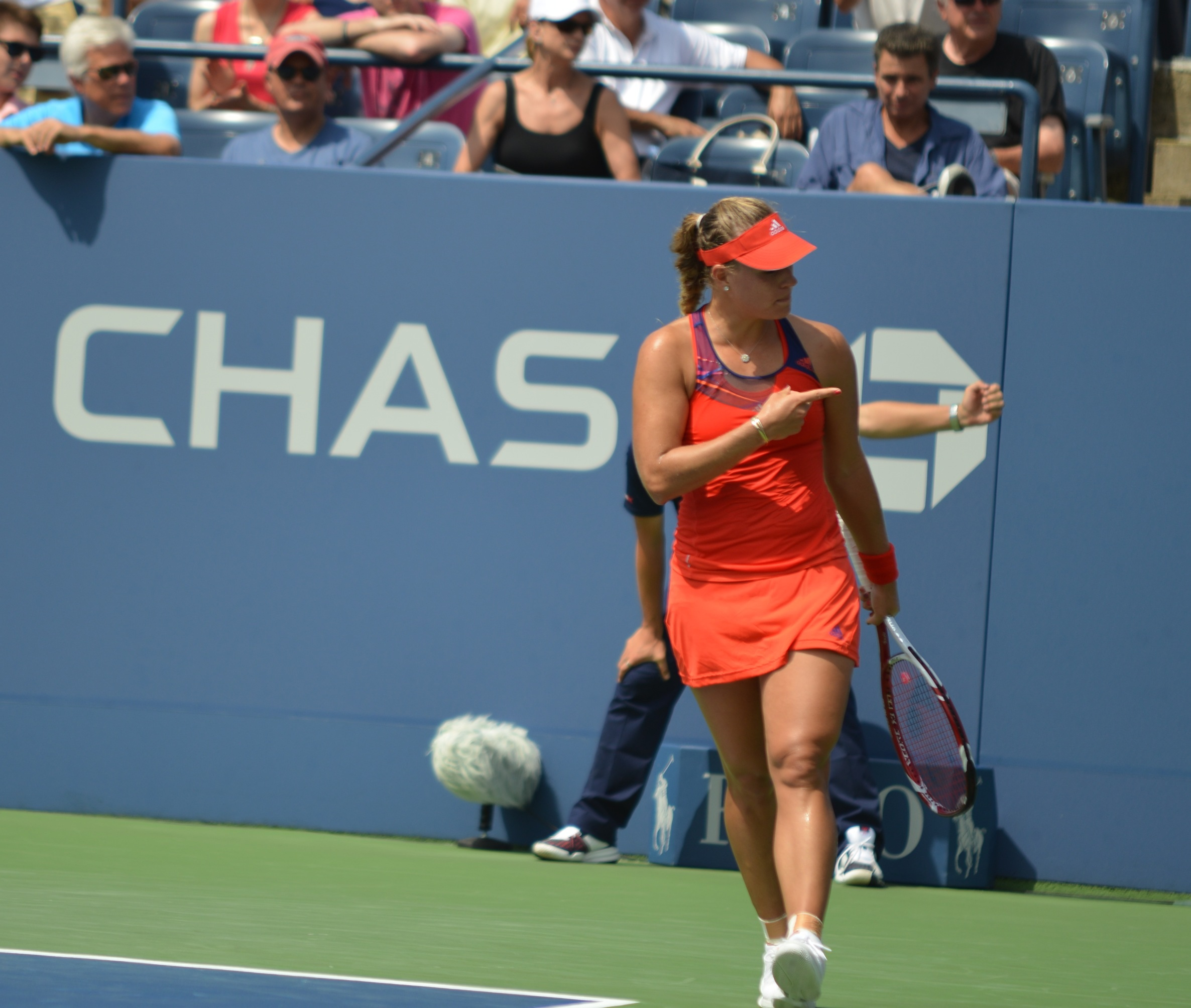
卻芭在2013年美網

克伯在澳網第四輪輸給了馬卡洛娃。印地安泉公開賽(BNP Paribas Open)四強以6-2，4-6，5-7遭到沃茲尼亞奇淘汰，之後的蒙特雷公開賽(Monterrey Open)她闖進了決賽但不敵帕夫柳琴科娃。紅土賽季，克伯在保時捷大獎賽(Porsche Tennis Grand Prix)輸給了衛冕冠軍兼後來的冠軍莎拉波娃，馬德里(Mutua Madrid Open)則輸給了伊凡諾維琪。
之後的法網，在第四輪輸給2009年賽會冠軍库兹涅佐娃。溫網表現不佳，止步第二輪。美網在第四輪輸給西班牙選手納瓦羅。
之後的東京賽(Toray Pan Pacific Open)，在決賽上演了左撇子大戰，但是柯貝以2-6，6-0，3-6苦戰輸給了克維托娃。林茨站(Generali Ladies Linz)在簽表以排好的情況下以外卡插入簽表發生了頭號種子在下半區的情況，引發了不少爭議，但最終仍闖進決賽，並在決賽擊敗了伊凡諾維琪拿下她今年唯一的冠軍，之後並連續第二年拿到了年終賽參賽資格。WTA年終賽以1-2止步小組賽，以年終第九結束賽季。

### 2014年（聯邦盃亞軍）
克伯在布里斯班國際賽(Brisbane International)打到八強，之後再雪梨站(Apia International Sydney)決賽輸給茨薇塔娜·皮隆科娃，而後澳網第四輪輸給了佩妮塔，之後杜哈站(Qatar Total Open)決賽則再次輸球。
北美硬地賽季，印地安泉公開賽止步第二輪，邁阿密大師賽(Sony Open Tennis)則輸給世界第1的小威。紅土賽季馬德里公開賽第一輪因傷退賽，羅馬(Italian Open )第三輪出局，紐倫堡(Nürnberger Versicherungscup)則在八強被淘汰，隨後的法網則在第四輪輸給布夏。草地賽季中伊斯特本(Aegon International)打入決賽，溫網則在第四輪擊敗當年法網冠軍莎拉波娃，最後在八強不敵最後的亞軍布夏德。
夏季北美硬地賽季史丹佛公開賽(Bank of the West Classic)一路晉級到決賽但仍不敵小威，隨後的羅傑斯杯和辛辛那堤皆止步於第三輪，美網第三輪則輸給瑞士新星本西琪。
東京賽打入四強但不敵最後的冠軍伊凡諾維奇，之後的武漢賽(Wuhan Open)以及中網則分別在八強以及第三輪淘汰。賽季末柯貝和安德烈婭·佩特科維奇、尤莉亞·戈格斯、薩比娜·利斯基代表德國隊出戰聯邦盃但仍不敵由莎法洛法以及克維托娃領軍的捷克隊，拿下亞軍。

### 2015年（四座頂級賽冠軍）

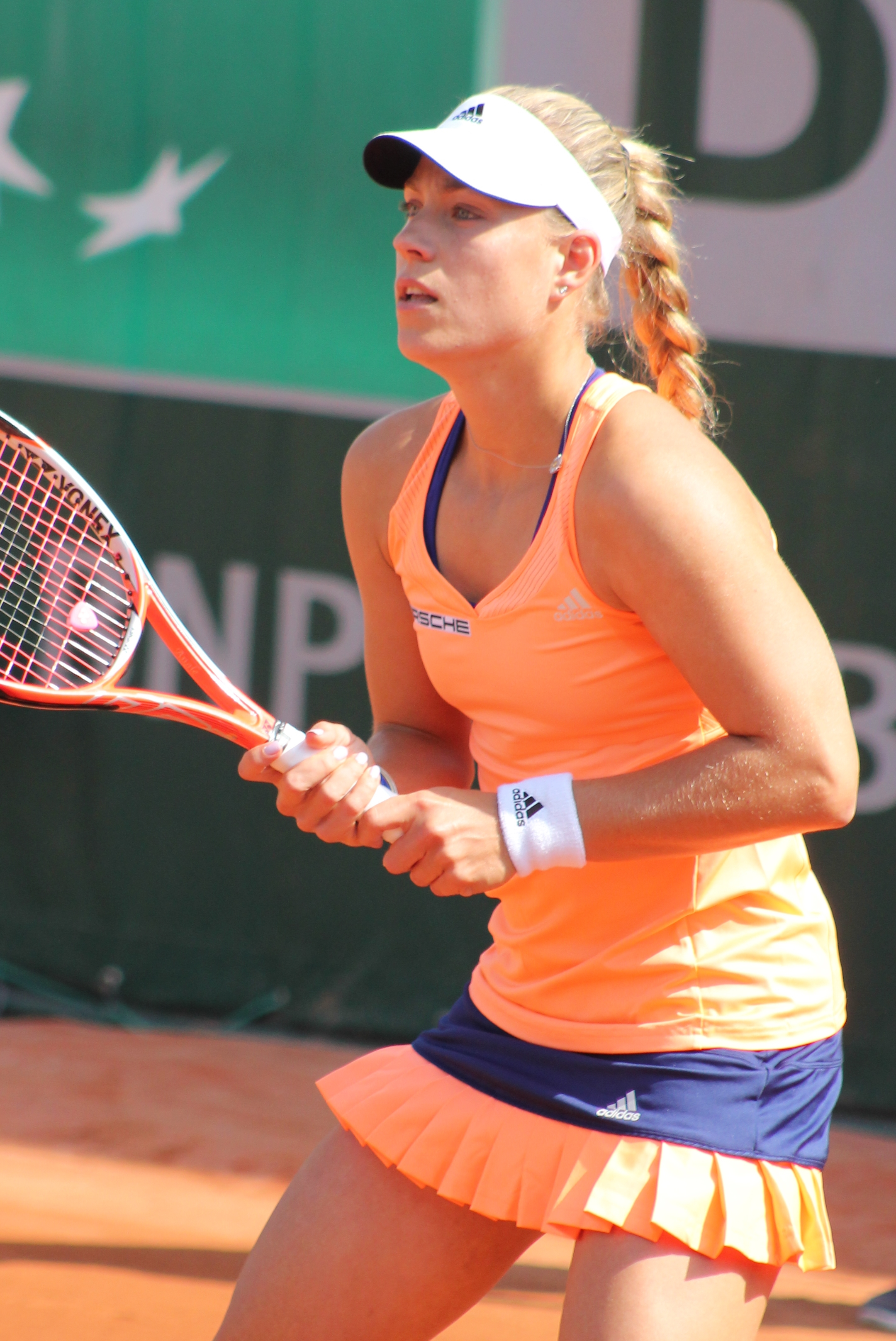
Kerber at the 2015 French Open

柯貝在布里斯班國際賽打到八強，輸給伊莉娜·斯維托莉娜，雪梨頂級賽打到四強，輸給卡羅萊娜·普利斯科娃，澳網第一輪爆冷出局，敗給伊琳娜-卡梅利亞·貝古。之後聯邦盃八強則擊敗了澳洲隊，打進四強。
印地安泉公開賽第二輪輸給史蒂芬斯(Sloane Stephens)，邁阿密大師賽則在第三輪輸給斯維特拉娜·庫茲涅佐娃。紅土賽季科貝連續拿下了家庭生活輪杯和保時捷大獎賽兩座頂級賽冠軍，聯邦盃四強則輸給了俄羅斯，馬德里公開賽和羅馬公開賽分別在第一輪以及第二輪出局，紐倫堡公開賽則在四強因背部傷勢而退賽，法網則在第三輪輸給西班牙新星穆古魯扎(Garbiñe Muguruza)。
草地賽季在伯明翰(Aegon Classic)拿下了個人首座草地賽冠軍，溫網則在第三輪輸給最後的亞軍穆古魯扎。
夏季北美硬地賽季史丹佛公開賽拿下冠軍，隨後的羅傑斯杯和辛辛那堤則分別止步於第三輪和第一輪，美網第三輪則輸給前世界第一，兩屆澳網冠軍維多利亞·阿扎倫卡。
東京賽八強則三盤不敵沃茲尼亞奇，武漢賽則在四強輸給最後的亞軍穆古魯扎，中網則在八強被淘汰，香港賽一路闖進決賽但是三盤不敵前世界第一楊耶萊娜·揚科維奇。
WTA年終賽贏了克維托娃但輸給了加比涅·穆古魯薩以及露絲·莎伐洛娃，止步小組賽。

### 2016年（大爆發，澳網＆美網封后、溫網決賽、奧運銀牌）
柯貝在布里斯班國際賽一路打進決賽，但不敵阿扎倫卡。隨後的澳網名列第七種子，她在第一輪挽救賽點險勝擊敗日本選手土居美咲之後一路兩盤晉級至決賽，其中更在八強直落二擊敗了阿扎倫卡，第二盤更是在2-5落後一路追到7-5獲勝，生涯第一次打敗阿札倫卡，決賽則爆冷擊敗當今世界第一的小威廉斯，拿下德國繼1999年以來葛拉芙拿下大滿貫冠軍的第一人。隨後排名將升至世界第二，僅次於小威廉斯。
澳網過後緊接著聯邦盃世界1組對上瑞士，單打第一輪直落二擊敗巴辛斯基(Timea Bacsinszky)，第二輪則輸給本西奇(Belinda Bencic)，最終德國2-3不敵瑞士，被迫降到世界1組的升降賽。隨後因大腿傷勢退出杜拜頂級賽(Dubai Duty Free Tennis Championships)。多哈賽(Qatar Total Open)及印第安泉賽(BNP Paribas Open)皆為一輪遊。邁阿密賽(Miami Open)則於準決賽敗給最後的冠軍阿札倫卡。科貝爾要尋求在查爾斯頓賽(前 家庭生活盃賽)(Volvo Car Open)的衛冕冠軍，無奈於準決賽因疾病而選擇退賽。聯邦盃世界1組的升降賽德國對上羅馬尼亞，科貝爾連續兩輪皆直落二分別擊退貝古(Irina-Camelia Begu)及哈勒普(Simona Halep)，也讓德國成功晉級2017年的世界1組，緊接著成功衛冕斯圖加特賽(Porsche Tennis Grand Prix)的冠軍。
但之後的馬德里賽(Mutua Madrid Open)及羅馬賽(Internazionali BNL d'Italia)分別輸給巴博拉(Barbora Strycova)及布沙爾(Eugenie Bouchard)，隔週家鄉德國的紐倫堡賽(NÜRNBERGER VERSICHERUNGSCUP)因左肩傷勢退賽。科貝爾名列法網第二種子，卻在第一輪輸給剛在紐倫堡賽贏得冠軍並闖進當屆法網四強的貝爾騰斯(Kiki Bertens)。
草地賽季，Kerber為2015年伯明罕賽(Aegon Classic Birmingham)的冠軍得主，但這屆止步於8強，輸給卡拉·蘇亞雷斯·納凡諾(Carla Suárez Navarro)，然而在溫布頓網球錦標賽名列第四種子，一路過關斬將，八強賽擊敗第五種子哈勒普，準決賽擊敗五屆溫網冠軍得主大威廉斯，成為當屆賽事唯一一位以未失一盤的姿態殺入決賽，也打出個人在溫網的最佳成績，於決賽輸給世界球后小威廉斯。接下來科貝爾參加瑞典公開賽(ERICSSON OPEN - BÅSTAD，SWEDEN)，然而她並沒有選擇同週的史丹佛(Stanford)賽，來衛冕去年的冠軍，但在瑞典打完第一輪後，隔日因左手肘的傷勢未好轉而退賽。
蒙特婁女網賽(Rogers Cup)的準決賽三盤不敵最後的冠軍哈勒普。里約奧運(Rio Olympic Games)女雙和佩科維奇搭配第一輪就出局了，但在女單部分則獲得亞軍，於決賽輸給波多黎各的普各。
辛辛那提公開賽去年小威廉絲是冠軍，但今年因傷退賽，克伯去年第一輪止步，所以只要在此賽事奪冠，就能成為新科世界第一，但在決賽敗於卡羅蓮娜·比莉絲高娃，最終屈居亞軍而未能提早登上世界第一，不過克伯在2016年8月23日已確定拿到WTA年終賽的資格。
2016年9月2日，克伯在美網第三輪打敗美國小將貝麗絲，成為2016年WTA第一位達到50場勝利的球員。
當地時間2016年9月8日小威廉斯敗於卡羅蓮娜·比莉絲高娃而再度止步美網四強，克伯在四強對陣沃茲妮雅琪的比賽前，已確定於2016年9月12日成為新世界第一，為史上第22位世界球后，也是史上最老的"新科"球后(28歲238天)，而在美網決賽，克伯也證明世界第一的價值，決賽復仇辛辛那提賽冠軍卡羅蓮娜·比莉絲高娃，摘獲美網冠軍獎盃。
美網之後，克伯以世界第一之姿，第一次參加的巡迴賽為武漢公開賽(Wuhan Open)，第一輪輪空，第二輪三盤大戰打敗Kristina Mladenovic，第三輪歷時三小時又二十分鐘，三盤的比數十分接近，最終以7(12)-6，5-7，4-6 輸給最後的冠軍Petra Kivtova。在北京公開賽(China Open)，Kerber止步於第三輪(16強)，輸給第16種子烏克蘭小將Elina Svitolina，而香港公開賽(Prudential Hong Kong Tennis Open)則止步於八強，輸給Daria Gavrilova。

### 2017年（低潮）
澳網撐不到第一周結束，即遭范德維奇爆冷出局。在杜拜網球錦標賽名列第一號種子，一路打進到準決賽，最後2-6， 6-7輸給第7種子的斯維托琳娜。印第安泉大師賽提前負於俄羅斯人Elena。
2017年5月28日，法國網球公開賽首日賽事出現爆冷戰果，女單頭號種子克伯在首圈出局，成為法網史上第一個首圈出局的頭號種子。
隨後的溫布頓網球公開賽則於第四輪敗給加比涅·穆古魯薩，球后寶座也隨著失利而讓出。
2017年8月30日，柯貝在美國網球公開賽首輪打得荒腔走板，直落二負於日本的大坂直美，在同年的四大滿貫賽中兩度在第一輪就打包。
2017年全年戰績29勝24敗，全年沒有贏得任何一個冠軍頭銜，對陣TOP 30戰績為2勝14負，排名由年初世界第一下滑到年終第21位。

### 2018年（溫網封后）
經歷失敗的一年後，克伯在澳網一路打敗對手，直到四強被世界球后哈勒普打敗，在法網也打入八強，幾周後的溫網在決賽以直落二打敗小威廉斯成功雪恥在兩年前溫網的落敗，也奪得生涯首個溫網冠軍。

## 主要對戰
科伯在對陣比賽時排名前 10 的球員時取得了 42-68 (38.2%) 的戰績。
| 賽季 | 2012 | 2013 | 2014 | 2015 | 2016 | 2017 | 2018 | 2019 | 2020 | 2021 | 2022 | 2023 | 總計 |
| ---- | ---- | ---- | ---- | ---- | ---- | ---- | ---- | ---- | ---- | ---- | ---- | ---- | ---- |
| 次數 | 8    | 3    | 2    | 5    | 12   | 1    | 6    | 2    | 0    | 3    | 0    | 0    | 42   |

## 技術分析
克伯的打法屬於典型的防守反擊，左手持拍，底線擊球穩定，不易失誤，正反手直線突擊由於出其不意經常出現制勝分，也憑藉著快速的腳程，化解對手可能的致勝球。其弱點在於擊球力量較小和發球較差，容易使對方回出回發球制勝分。

## 大滿貫

### 女單冠軍（3）
| 年份 | 比賽 | 場地 | 決賽對手   | 對手國籍 | 勝方比分      |
| ---- | ---- | ---- | ---------- | -------- | ------------- |
| 2016 | 澳網 | 硬地 | 小威廉絲   | 美國     | 6–4、3–6、6–4 |
| 2016 | 美網 | 硬地 | 普利斯科娃 | 捷克     | 6–3、4–6、6–4 |
| 2018 | 溫網 | 草地 | 小威廉絲   | 美國     | 6–3、6–3      |

### 女單亞軍（1）
| 年份 | 比賽 | 場地 | 決賽對手 | 對手國籍 | 勝方比分 |
| ---- | ---- | ---- | -------- | -------- | -------- |
| 2016 | 溫網 | 草地 | 小威廉絲 | 美國     | 7–5、6–3 |

## 奧運會

### 女單銀牌（1）
| 年份 | 比賽       | 場地 | 決賽對手    | 對手國籍 | 勝方比分      |
| ---- | ---------- | ---- | ----------- | -------- | ------------- |
| 2016 | 里約奧運會 | 硬地 | 莫妮卡·普格 | 波多黎各 | 4–6、6–4、1–6 |

## WTA巡迴賽

### 單打冠軍（12）
| 图示       |
| 大满贯     |
| WTA 冠军赛 |
| 皇冠明珠級 |
| 超5巡迴賽  |
| 頂級巡迴賽 |
| 國際賽     |
| 挑戰賽     |

| 次數 | 日期           | 比賽名稱         | 比賽地點     | 場地     | 決賽對手            | 比分                    |
| 1.   | 2012年2月12日  | 巴黎公開賽       | 法國巴黎     | 室內硬地 | 巴托莉              | 7–6(7–3), 5–7, 6–3      |
| 2.   | 2012年4月15日  | 哥本哈根公開賽   | 丹麥哥本哈根 | 室內硬地 | 瓦芝妮雅琪          | 6–4, 6–4                |
| 3.   | 2013年10月13日 | 林茨公開賽       | 奧地利林茨   | 室內硬地 | 伊萬諾維奇          | 6–4, 7–6(8–6)           |
| 4.   | 2015年4月12日  | 家庭生活輪杯     | 美國查爾斯頓 | 綠土     | 凱斯                | 6–2, 4–6, 7–5           |
| 5.   | 2015年4月26日  | 保時捷大獎賽     | 德國斯圖加特 | 室內紅土 | 瓦芝妮雅琪          | 3–6, 6–1, 7–5           |
| 6.   | 2015年6月21日  | 伯明翰公開賽     | 英國伯明翰   | 草地     | 卡羅萊娜·普利斯科娃 | 6–7(5–7), 6–3, 7–6(7–4) |
| 7.   | 2015年8月9日   | 史丹佛公開賽     | 美國史丹佛   | 硬地     | 卡羅萊娜·普利斯科娃 | 6–3, 5–7, 6–4           |
| 8.   | 2016年1月30日  | 澳洲網球公開賽   | 澳洲墨爾本   | 慢速硬地 | 小威廉絲            | 6–4, 3–6, 6–4           |
| 9.   | 2016年4月24日  | 保時捷大獎賽     | 德國斯圖加特 | 室內紅土 | 勞拉·西格蒙德       | 6-4, 6-0                |
| 10.  | 2016年9月11日  | 美國網球公開賽   | 美國紐約     | 快速硬地 | 卡羅萊娜·普利斯科娃 | 6–3, 4–6, 6–4           |
| 11.  | 2018年1月13日  | 雪梨國際賽       | 澳洲雪梨     | 硬地     | 阿什莉·巴蒂         | 6–4, 6–4                |
| 12.  | 2018年7月14日  | 溫布頓網球錦標賽 | 英國倫敦     | 草地     | 小威廉絲            | 6–3, 6–3                |

### 單打亞軍（16）
| 图示       |
| 大满贯     |
| WTA年終賽  |
| 皇冠明珠級 |
| 超5巡迴賽  |
| 頂級巡迴賽 |
| 國際賽     |
| 奧運會     |
| 挑戰賽     |

| 次數 | 日期           | 比賽名稱           | 比賽地點       | 場地 | 決賽對手                  | 比分               |
| 1.   | 2010年2月21日  | 波哥大公開賽       | 哥倫比亞波哥大 | 紅土 | 馬里諾                    | 7–6(7–3), 5–7, 6–3 |
| 2.   | 2012年6月24日  | 伊斯特本公開賽     | 英國伊斯特本   | 草地 | 塔米拉·帕謝克             | 7–5, 3–6 , 5–7     |
| 3.   | 2012年8月19日  | 辛辛那提大師賽     | 美國辛辛那提   | 硬地 | 李娜                      | 6–1, 3–6, 1–6      |
| 4.   | 2013年4月8日   | 蒙特瑞公開賽       | 墨西哥蒙特雷   | 硬地 | 安娜斯塔西亞·帕夫柳琴科娃 | 6–4, 2–6, 4–6      |
| 5.   | 2013年9月28日  | 泛太平洋網球公開賽 | 日本東京       | 硬地 | 科維托娃                  | 2–6, 6–0, 3–6      |
| 6.   | 2014年1月10日  | 雪梨公開賽         | 澳洲雪梨       | 硬地 | 茨薇塔娜·皮隆科娃         | 4–6, 4–6           |
| 7.   | 2014年2月16日  | 卡達公開賽         | 杜哈卡達       | 硬地 | 哈勒普                    | 2–6, 3–6           |
| 8.   | 2014年6月21日  | 伊斯特本公開賽     | 英國伊斯特本   | 草地 | 凱斯                      | 3–6, 6–3, 5–7      |
| 9.   | 2014年8月3日   | 史丹佛公開賽       | 美國史丹佛     | 硬地 | 小威廉絲                  | 6–7(1–7), 3–6      |
| 10.  | 2015年10月18日 | 香港公開賽         | 中國香港       | 硬地 | 耶萊娜·揚科維奇           | 6–3, 6–7(4–7), 1–6 |
| 11.  | 2016年1月9日   | 布里斯本公開賽     | 澳洲布里斯本   | 硬地 | 維多利亞·阿扎倫卡         | 3–6, 1–6           |
| 12.  | 2016年7月9日   | 溫布頓網球公開賽   | 英國倫敦       | 草地 | 小威廉絲                  | 5-7, 3-6           |
| 13.  | 2016年8月13日  | 里約奧運會         | 巴西 里約      | 硬地 | 莫妮卡·普格               | 4–6、6–4、1–6      |
| 14.  | 2016年8月22日  | 辛辛那提大師賽     | 美國辛辛那提   | 硬地 | 卡羅萊娜·普利斯科娃       | 3–6, 1–6           |
| 15.  | 2016年10月29日 | WTA年終賽          | 新加坡         | 硬地 | 多米尼卡·席布可娃         | 3–6, 4–6           |
| 16.  | 2017年4月5日   | 蒙特瑞公開賽       | 墨西哥蒙特雷   | 硬地 | 安娜斯塔西亞·帕夫柳琴科娃 | 4–6, 6–2, 1–6      |

## 外部連結
- 官方网站
- 安潔莉克·克伯的国际女子网球协会官方資料（英文）
- 安潔莉克·克伯的國際網球總會 職業／青少年 官方資料（英文）
- Fed Cup - Player profile - Angelique KERBER (GER) （页面存档备份，存于）
- 安潔莉克·克伯的X（前Twitter）
- 安潔莉克·克伯的Instagram帳戶
- 安潔莉克·克伯的Facebook專頁